# Armènité
 (juin 2024).
La mise en forme du texte ne suit pas les recommandations de Wikipédia : il faut le « wikifier ».
Les points d'amélioration suivants sont les cas les plus fréquents. Le détail des points à revoir est peut-être précisé sur la page de discussion.
- Les titres sont pré-formatés par le logiciel. Ils ne sont ni en capitales, ni en gras.
- Le texte ne doit pas être écrit en capitales (les noms de famille non plus), ni en gras, ni en italique, ni en « petit »…
- Le gras n'est utilisé que pour surligner le titre de l'article dans l'introduction, une seule fois.
- L'italique est rarement utilisé : mots en langue étrangère, titres d'œuvres, noms de bateaux, etc.
- Les citations ne sont pas en italique mais en corps de texte normal. Elles sont entourées par des guillemets français : « et ».
- Les listes à puces sont à éviter, des paragraphes rédigés étant largement préférés. Les tableaux sont à réserver à la présentation de données structurées (résultats, etc.).
- Les appels de note de bas de page (petits chiffres en exposant, introduits par l'outil «  Source ») sont à placer entre la fin de phrase et le point final[comme ça].
- Les liens internes (vers d'autres articles de Wikipédia) sont à choisir avec parcimonie. Créez des liens vers des articles approfondissant le sujet. Les termes génériques sans rapport avec le sujet sont à éviter, ainsi que les répétitions de liens vers un même terme.
- Les liens externes sont à placer uniquement dans une section « Liens externes », à la fin de l'article. Ces liens sont à choisir avec parcimonie suivant les règles définies. Si un lien sert de source à l'article, son insertion dans le texte est à faire par les notes de bas de page.
- La présentation des références doit suivre les conventions bibliographiques. Il est recommandé d'utiliser les modèles {{Ouvrage}}, {{Chapitre}}, {{Article}}, {{Lien web}} et/ou {{Bibliographie}}. Le mode d'édition visuel peut mettre en forme automatiquement les références.
- Insérer une infobox (cadre d'informations à droite) n'est pas obligatoire pour parachever la mise en page.

Pour une aide détaillée, merci de consulter Aide:Wikification.
Si vous pensez que ces points ont été résolus, vous pouvez retirer ce bandeau et améliorer la mise en forme d'un autre article.
Armènité (en bulgare : Армeните) est un village du nord de la Bulgarie situé dans l'obchtina de Gabrovo, dans l'oblast de Gabrovo.

## Géographie
Le village se trouve à environ 8 km au nord-ouest de Gabrovo. Il est situé au sud de la partie sud-ouest du plateau karstique "Strajata". Deux petites rivières locales le traversent, prenant leurs sources sur le plateau et presque à sec après la fonte des neiges printanières. Elles se jettent à moins d'un kilomètre après le village, au niveau du barrage de la rivière Lopoushnitsa.

## Démographie
| Population par années | Population par années |
| --------------------- | --------------------- |
| 1946                  | 631 personnes         |
| 1956                  | 594 personnes         |
| 1975                  | 280 personnes         |
| 1985                  | 197 personnes         |
| 1994                  | 198 personnes         |
| 2003                  | 151 personnes         |
| 2007                  | 134 personnes         |
| 2018                  | 91 personnes          |
| 2024                  | 220 personnes         |

## Histoire
En 1880, le village fut rattaché au village voisin de Gabéné. Le 3 mars 1961, le hameau d'Armènité obtient officiellement le statut de village.
Selon la légende, le fondateur du village serait un grand-père arménien, d'où le nom du village qui signifie littéralement "les Arméniens". L'église du village "Présentation de Marie au Temple", construite après la Libération, n'est ouverte que lors des grandes fêtes religieuses.
Depuis 2012, le village a une bibliothèque, "Postoyanstvo" (littéralement "Persévérance").

## Sources et notes
1. ↑  Справка за с. Армените, общ. Габрово, обл. Габрово към 28 септември 1949 г.
2. ↑  Справка за с. Армените, общ. Габрово, обл. Габрово към 27 декември 1958 г.
3. ↑  Справка за с. Армените, общ. Габрово, обл. Габрово към 26 декември 1978 г.
4. ↑  Справка за с. Армените, общ. Габрово, обл. Габрово към 1 септември 1987 г.
5. ↑  Справка за с. Армените, общ. Габрово, обл. Габрово към 18 юли 1995 г.
6. ↑  Справка за с. Армените, общ. Габрово, обл. Габрово към 18 юни 2004 г.
7. ↑  Справка за с. Армените, общ. Габрово, обл. Габрово към 31 август 2008 г.
8. ↑  Справка за с. Армените, общ. Габрово, обл. Габрово към 31 декември 2018 г.
9. ↑  Николай Мичев, П. Коледаров – Речник на селищата и селищните имена в България 1878 – 1987; „Наука и изкуство“, София, 1989 г., стр. 26.
10. ↑  Съгласно Указ 113 на Президиума на Народното събрание от 3 март 1959 г. (Обнародван, ДВ, брой 18 от 3 март 1959 г.). Справка за с. Армените, общ. Габрово, обл. Габрово към 7 март 1959 г.
11. ↑  Армене колиби (Армени, Габровско)
12. ↑  Национален регистър на храмовете в Република България
13. ↑  Детайлна информация за читалище – „Постоянство – 2012“